# Stanisław Dąbrowski (pastor)

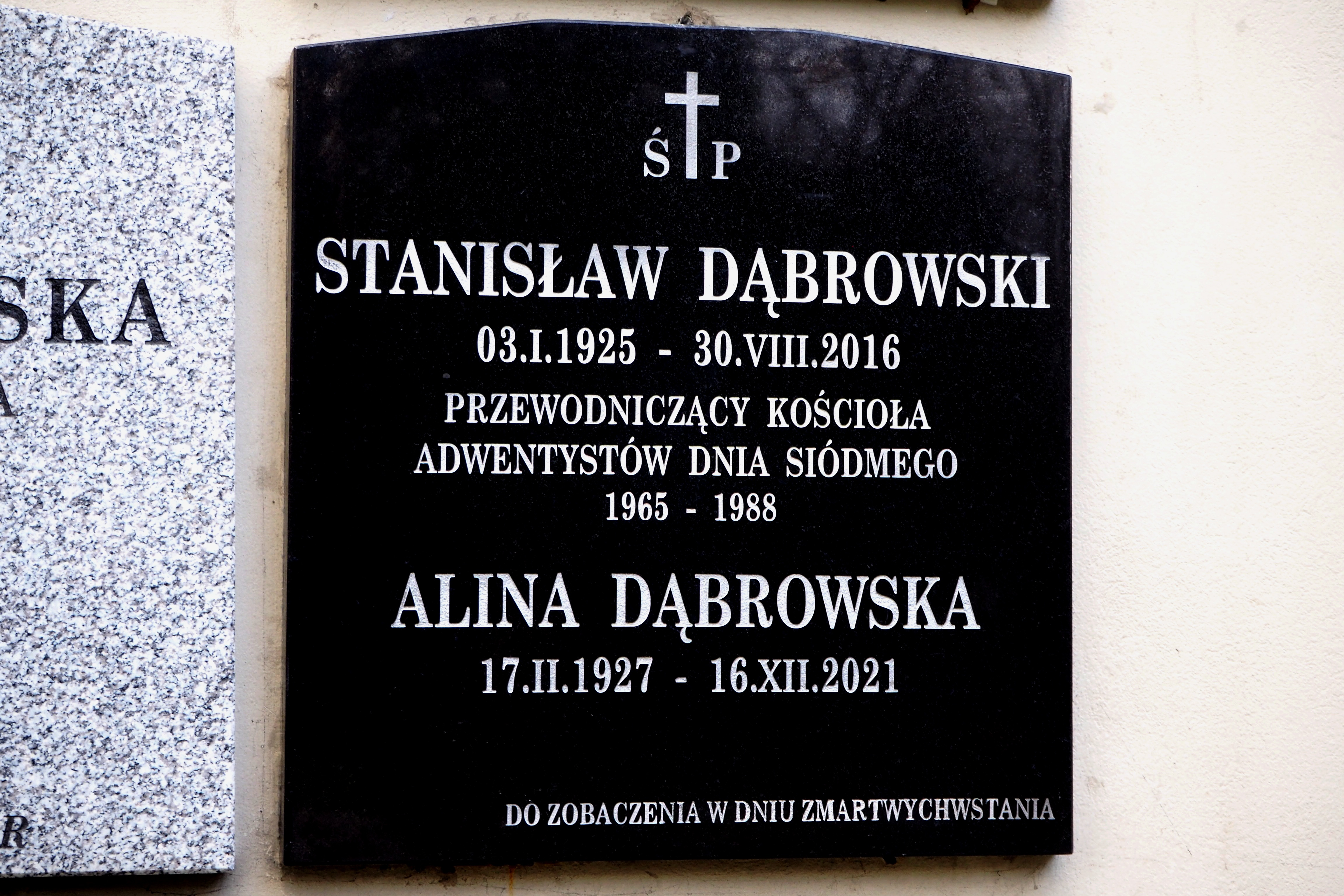
Grób pastora Stanisława Dąbrowskiego na Cmentarzu ewangelicko-reformowanym w Warszawie

Stanisław Dąbrowski (ur. 3 stycznia 1925, w Dubnie na Wołyniu, zm. 30 sierpnia 2016 w Grodzisku Mazowieckim) – polski duchowny adwentystyczny, zwierzchnik Kościoła Adwentystów Dnia Siódmego w PRL, publicysta oraz wykładowca Wyższej Szkoły Teologiczno-Humanistycznej im. Michała Beliny-Czechowskiego w Podkowie Leśnej (WSTH).

## Życiorys
W czasie II wojny światowej był więźniem nazistowskiego obozu z którego zbiegł, a następnie po powtórnym aresztowaniu trafił na roboty przymusowe w III Rzeszy, z których wrócił dopiero po wyzwoleniu przez wojska amerykańskie. Po powrocie do kraju osiadł w Łodzi, gdzie pracował jako urzędnik w tamtejszej Izbie Skarbowej. 
Był skarbnikiem Diecezji Południowej w latach 1947–1953, a w latach 1954–1965 sekretarzem i skarbnikiem Zarządu Centralnego Kościoła Adwentystów Dnia Siódmego w PRL (do 1966 roku właściwie Unia Adwentystów Dnia Siódmego w Polsce). W 1957 roku doprowadził do reaktywacji powstałego w 1921 roku adwentystycznego wydawnictwa „Znaki Czasu”. Był również wieloletnim prezbiterem warszawskiego zboru. Reprezentował polskich adwentystów na licznych międzynarodowych kongresach. Był także obserwatorem na II, III i IV sesji Soboru Watykańskiego II w Rzymie, oraz zgromadzeniach organów Chrześcijańskiej Konferencji Pokojowej w Pradze w latach 1963 i 1971. 
W latach 1965–1988 piastował funkcję przewodniczącego Rady (zwierzchnika) Kościoła Adwentystów Dnia Siódmego w PRL. W 1972 roku otrzymał tytuł doktora honoris causa Andrews University w USA. Był również starszym prezbiterem zboru w Podkowie Leśnej. W dorobku autorskim miał także kilkadziesiąt publikacji książkowych i blisko tysiąc artykułów publikowanych w prasie krajowej i zagranicznej.
1 stycznia 2005 roku odbyły się w Podkowie Leśnej, uroczystości jubileuszu 80-urodzin Stanisława Dąbrowskiego, w których uczestniczyli między innymi rektor WSTH – dr hab. Bernard Koziróg oraz prorektor dr Mieczysław Tarasiuk. Stanisław Dąbrowski zmarł 30 sierpnia 2016 w Grodzisku Mazowieckim. Został pochowany 8 września 2016 roku na Cmentarzu ewangelicko-reformowanym w Warszawie (kolumbarium CIII-3-15).

## Współpraca z organami bezpieczeństwa PRL
Został zarejestrowany przez Służbę Bezpieczeństwa jako tajny współpracownik o pseudonimach „Czas” i „Majewski”, jego oficerem prowadzącym był mjr Władysław Setla. Kontakty ze służbą bezpieczeństwa wykorzystywał dla umocnienia swej pozycji w Kościele. 

## Stosunek do Kościoła katolickiego

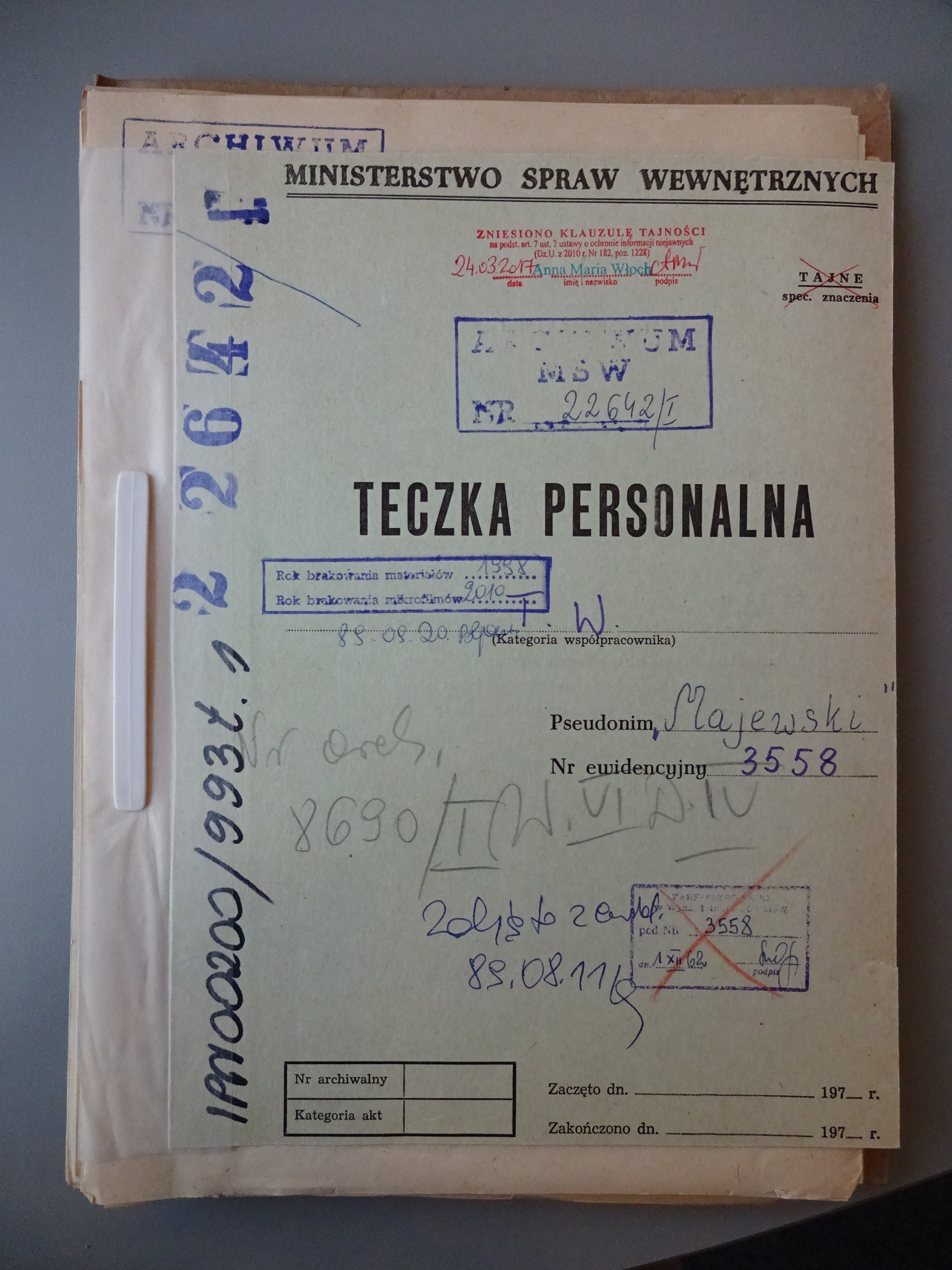
Teczka personalna Dąbrowskiego.

Karol Karski zarzucił, że jego stosunek do KRK ma charakter obsesji. W każdej próbie protestantów i prawosławnych zmierzającej do nawiązania kontaktów z katolikami dopatrywał się groźby popadnięcia w niewolę papiestwa. W 1963 roku, gdy PRE wydała dokument, który z rezerwą oceniał przemiany dokonujące się w KRK, Dąbrowski chwalił ją za dokonanie należytej oceny. Jednak w 1967 roku, gdy PRE wydała odmienny dokument, zganił ją za robienie ukłonów w stronę KRK.

## Życie prywatne
Jego żoną była Alina Dąbrowska. W 2012 roku para obchodziła jubileusz 65-lecia małżeństwa. Ich synem jest pastor Rajmund Dąbrowski – piastujący w latach 1994–2010 funkcję dyrektora informacji i rzecznika prasowego światowego Kościoła adwentystycznego.

## Odznaczenia[10]
- Odznaka 1000-lecia Państwa Polskiego[11]
- Krzyż Kawalerski Orderu Odrodzenia Polski
- Złoty Krzyż Zasługi

## Publikacje
- Adwentyzm w akcji 1976
- Ekumenizm znakiem czasu 1976
- Katolicyzm na rozdrożu 1976
- Odnowa postaw duchowych i etycznych 1985